# Bleekeria (pez)
Bleekeria es un género de peces actinopeterigios marinos, distribuidos por aguas del océano Pacífico y del océano Índico.

## Especies
Existen seis especies reconocidas en este género:
- Bleekeria estuaria Randall y Ida, 2014
- Bleekeria kallolepis Günther, 1862
- Bleekeria mitsukurii Jordan y Evermann, 1902
- Bleekeria murtii Joshi, Zacharia y Kanthan, 2012
- Bleekeria profunda Randall y Ida, 2014
- Bleekeria viridianguilla (||Henry Weed Fowler|Fowler]], 1931)